# Clypeasta rufescens
Clypeasta rufescens är en skalbaggsart som beskrevs av Dewailly 1950. Clypeasta rufescens ingår i släktet Clypeasta och familjen Melolonthidae. Inga underarter finns listade i Catalogue of Life.